# Carnivore Diæt
 Denne artikel bør gennemlæses af en person med fagkendskab for at sikre den faglige korrekthed.

Carnivore Diæt (engelsk: "Carnivore Diet") er betegnelsen for en kostplan, der udelukkende omfatter animalske fødevarer. Det engelske ord "carnivore" kan oversættes til "kødæder" på dansk. Diæten ekskluderer planteprodukter af enhver art (kornprodukter, rodfrugter, grøntsager, frugter mm...). Diæten svarer altså til det modsatte af vegansk kost, da man som veganer jo netop kun spiser planteprodukter og ekskluderer alle animalske produkter. Én af flere årsager til Carnivore Diætens stigende popularitet, må komme af, at mange mennesker synes at opleve forbedring af kroniske sygdomme og tilstande af forskellig slags. Blandt disse kan nævnes autoimmune sygdomme, gastrointestinalt ubehag og psykiske lidelser.
Der findes stort set ingen videnskabelige studier af mennesker der spiser "Carnivore Diæt". En undtagelse til dette er et studie fra 1930, hvor fagpersoner fulgte 2 mennesker, der gennem en periode på ét år udelukkende spiste animalsk. Konklusionen på studiet var at der hverken kunne ses vitaminmangel, dårlig nyrefunktion, dårligt blodtryk, vægtøgning eller umiddelbart fald i kognitive og mentale evner. Men udover dette studie, kommer langt størstedelen af erfaringer med Carnivore Diæt fra selv-berettede anekdoter der blandt andre steder kan læses inde på hjemmesiden meatrx.com. Der findes altså ikke (ud over før nævnte studie) videnskabelig dokumentation for hvilken effekt Carnivore Diæten har på menneskekroppen. Der findes dog separate studier på planteprodukters indvirkning på sundheden, fedtindtag, kostfibre og lign.
Forklaringer på hvorfor Carnivore Diæt virker positivt på nogle folk, tager ofte udgangspunkt i det engelske begreb "anti-nutrients" oversat "anti-næringsstoffer" til dansk. Dette er en samlet betegnelse for de stoffer i planter der potentielt kan have negative effekter på menneskers sundhed. Heraf kan bl.a. nævnes phytater, oxalater mm. Fortalere for Carnivore Diæt nævner ofte at disse stoffer kan virke forgiftende på individer med lav sensitivitet over for de pågældende "anti-nutrients" og derfor enten igangsætte eller forstærke forskellig kronisk symptomatik af forkselige sygdomme.
Kritikken af Carnivore Diæt tager ofte udgangspunkt i emner som mættet fedt, kostfibre, manglende forskning, samt potentiel mangel på C-vitamin, magnesium, folat mm...